# Ayirathil Oruvan
Ayirathil Oruvan – indyjski film z 1965, w języku tamilskim, w reżyserii B.R. Panthulu. Na jego podstawie zrealizowano film w telugu, Katha Nayakudu Katha. Określany bywa jako niezapomniany, wskazuje się także, że jego sukces miał wpływ na rozwój kariery politycznej M.G. Ramachandrana (MGR). Jest również pierwszą produkcją, w której Jayalalitha wystąpiła u boku MGR.

## Obsada
- M.G. Ramachandran
- Jayaram Jayalalitha
- R.S. Manohar
- Nagesh
- M.N. Nambiyar

Źródło:

## Piosenki filmowe
- Odum Megangalae
- Naanamo
- Yen Endra Kelvi
- Aadaamal Adukiren
- Atho Antha Paravai
- Paruvam Enathu Paadal
- Unnai Naan Santhithen

Twórcami ich tekstów byli Vaali i Kannadasan. Swoich głosów w playbacku użyczyli T.M. Soundararajan i P. Susheela.